# Диего Коста
Диего да Силва Коста (на Португалски: [ˈdʒjeɡu dɐ ˈsiwvɐ ˈkɔstɐ], Испански: [ˈdjeɣo ða ˈsilβa ˈkosta]) е бразилски футболист с испанско гражданство. Играе като нападател, роден е на 7 октомври 1988 г. в Бразилия.
Коста започва кариерата си в Спортинг Брага. През 2007 г. подписва с Атлетико Мадрид, но бива пращан под наем последователно в Брага, Селта Виго и Албасете преди да бъден продаден на Валядолид през 2009 г. На следващия сезон Атлетико си го връща обратно, оттогава Коста ключова фигура в атаката на дюшекчиите. През сезон 2013/14 отбелязва 27 гола с което помага на отбора си да спечели Ла Лига. В кариерата като национал, Коста записва 2 мача за Бразилия през 2013 г., но по-късно обявява, че желае да представя Испания, след като получава гражданство. Дебюта си за Ла Фурия прави през март 2014 г.

## Клубна кариера

### Ранни години
Роден в Лагарто, Бразилия, Коста започва кариерата си в Барселона Еспортиво Капела в Сао Пауло, практикувайки уличен футбол до 16-годишна възраст. Професионалната му кариера започва в Португалия, през февруари 2006 г. когато подписва с Брага, след като прекарва няколко месеца в резервите.
През лятото на 2006 г. е пратен под наем в Пенафиел. През декември Атлетико Мадрид закупува 50% от правата върху играча за €1.5 млн. Коста остава под наем в Брага до края на сезона и отбелязва първия си гол за тима при победата над Парма с 1 – 0 в Купата на УЕФА. През следващите две години, Коста отново е пращан под наем този път в отборите на Райо Валекано и Алабасете.

### Реал Валядолид
На 8 юли 2009 г. Коста е продаден в Реал Валядолид като част от сделката за вратаря Серхио Асенхо, като в трансфера е включена клуза за откупуване която може да бъде активирана в края на сезона от Атлетико Мадрид.
Започва силно в новия си отбор, като отбелязва 6 гола в първите си 12 мача, но след това до края на сезона се разписва едва веднъж и отборът на Реал Валядолид изпада.

### Атлетико Мадрид

#### 2010/11
През юни 2010 г. Коста се завръща при „дюшекчиите“, като Атлетико плаща необявена сума на Брага за останалите 30% от правата върху играча. На 26 септември отбелязва единствения гол в мача срещу Реал Сарагоса. На 3 април отбелязва нов гол този път при победата с 3 – 2 над Осасуна.

#### 2011/12
През юли 2011 по време на предсезонната подготовка на Атлетико, Коста получава сериозна контузия в коляното и пропуска по-голямата част от сезона. На 23 януари 2012 е пратен под наем в Райо Валекано до края на сезона. Там отбелязва 4 гола в първите си 3 мача за отбора. Завършва сезона с 10 гола в 16 срещи.

#### 2012/13
През декември 2012 г., Коста е замесен в няколко случки на терена в два различни мача. Първо при загубата с 2 – 0 в мадридското дерби, където е наказан дисциплинарно и в следващия мач срещу Виктория Пилзен в Лига Европа, където получава червен картон. Въпреки това след изтичането на наказанията той отново попада в стартовия състав на Диего Симеоне и отбелязва три гола в следващите два домакински мача срещу Депортиво в първенството и срещу Хетафе за Купата.
След полуфинала за Купата срещу Севиля, головата сметка на Коста набъбва до 7 гола в турнира, отбелязвайки два в първата среща и един във втората. Във втория мач отново е замесен в любопитни ситуации на терена и бива изгонен от главния съдия на мача.
Коста отбелязва изравнителното попадение във финала за Купата срещу градския съперник Реал Мадрид, преди гола на Миранда в продълженията и първата победа на Атлетико от 25 последователни срещи срещу този съперник.

#### 2013/14
През август 2013 г., сериозен интерес към Коста има от страна на Ливърпул, които активиран освобождаващата клауза в договора на играча, въпреки това той решава да остане и подновява договора си до 2018. Няколко дни по-късно Диего отбелязва гол в първия мач за сезона при победата с 3 – 1 над Севиля.
На 24 септември, Коста отбелязва двата гола при победата с 2 – 1 над Осасуна, което позволява на Атлетико да запази равенство в точките с Барселона. Четири дена по-късно, в Мадридското дерби, той отбелязва единственото попадение в мача за рекордната втора поредна победа над градския съперник за по-малко от 5 месеца.
На 22 октомври 2013 г., Коста отбелязва дебюта си в Шампионска лига с два гола във вратата на Аустрия Виена. В първия мач от елиминационната фаза на турнира отбелязва гол срещу Милан, последван от още два във втория мач, което изпраща Атлетико на 1/4 финал за първи път от 17 години.
На 30 април 2014 г. Коста печели и отбелязва дузпа във втория мач от полуфинала срещу Челси, който Атлетико печели с 3 – 1 и достига финала за първи път от 1974 г. насам. Той завършва с 27 гола в първенството на трето място сред голмайсторите, отборът става шампион за първи път след 1996 г., но играча получава контузия в последния мач за сезона срещу Барселона. Атлетико се опитва да възстанови Диего за предстоящия финал за Шампионска лига, като го изпраща за лечение в Белград. Коста бива включен в стартовия състав за финала, на напуска терена само след 8 минути игра, Атлетико губи с 1 – 4. След мача Диего Симеоне обявява, че вината е изцяло негова за загубата и не е трябвало да пуска играч с контузия в мача.

### Челси
След като преминава медицинските прегледи през юни, на 1 юли Челси обявяват: „Можем да потвърдим, че е постигната договорка с Атлетико Мадрид за трансфера на Диего Коста“, след като са активирали освобождаващата клауза в договора на играча на стойност £32 млн. На 15 юли трансферът е завършен и Коста подписва 5-годишен договор с клуба срещу £150 000 на седмица. След заминаването на Демба Ба той получава №19, който носи на Световното първенство в Бразилия и преди това в Атлетико.
Коста започва страхотно престоя си в клуба още в пред сезонната подготовка. На 27 юли при дебюта си в неофициална среща отбелязва гол след извеждащо подаване от страна на Сеск Фабрегас срещу словенския Олимпия. Диего бележи и във втория си мач от пред сезонната подготовка срещу Фенербахче, след страхотна самостоятелна акция. В последния мач от подготовка на клуба той отново блести и отбелязва двете попадения срещу Реал Сосиедад на 12 август.
Диего открива головата си сметка в Премиър лийг още в първия кръг отбелязвайки изравнителното попадение срещу Бърнли при последвалата победа с 3 – 1.

## Национална кариера
На 5 март 2013 г. селекционера на Бразилия Луиш Фелипе Сколари изпраща повиквателна на Коста за приятелските срещи срещу Италия и Русия. Прави дебюта си в първия мач, като заменя Фред в средата на второто полувреме.
През септември 2013 г. Испанската футболна федерация изпраща официална молба към ФИФА за разрешение Коста да представлява Испания след като получава испанско гражданство по-рано през лятото.
На 29 октомври 2013 г. Коста обявява, че желае да представлява Испания вместо Бразилия и изпраща писмо до Бразилската Футболна федерация. По-късно отказва бразилското си гражданство.
На 28 февруари 2014 г. Висенте дел Боске го включва в групата за приятелския мач срещу Италия. Коста прави своя дебют за Ла Фурия на 5 март като изиграва пълни 90 минути.
Коста е включен в разширения състав, а по-късно и в официалния състав на Испания за Световното. Завръща се след контузията получена в края на сезона срещу Ел Салвадор в последната проверка преди Мондиала, където печели дузпа при победата с 2 – 0. В първия мач от Световното първенство срещу Холандия печели дузпа, която е отбеляза от Чаби Алонсо за 1 – 0 при разгромната загуба за Ла Фурия с 1 – 5. Започва като титуляр при загубата с 0 – 2 от Чили във втория мач, но бива сменен от Фернандо Торес и Испания отпада от турнира. В последния мач остава неизползвана смяна срещу Австралия.

## Отличия

### Клубни
Атлетико Мадрид
- Ла Лига: 2013/14
- Суперкупа на УЕФА: 2010, 2012, 2018
- Купата на краля: 2012/13

### Индивидуални
- Купата на краля (Голмайстор): 2012 – 13
- Батал на годината 2014 – 15

## Статистика

### Клубна
| Отбор           | Сезон                | Първенство           | Първенство | Първенство | Купа    | Купа   | Друго   | Друго  | Общо    | Общо   |
| Отбор           | Сезон                | Първенство           | Участия    | Голове     | Участия | Голове | Участия | Голове | Участия | Голове |
| --------------- | -------------------- | -------------------- | ---------- | ---------- | ------- | ------ | ------- | ------ | ------- | ------ |
| Пенафиел        | 2006 – 07            | Лига де Хонра        | 13         | 5          | 1       | 0      | —       | —      | 14      | 5      |
| Брага           | 2006 – 07            | Примейра Лига        | 7          | 0          | 1       | 0      | 2       | 1      | 10      | 1      |
| Селта Виго      | 2007 – 08            | Сегунда дивисион     | 30         | 5          | 1       | 0      | —       | —      | 31      | 5      |
| Албасете        | 2008 – 09            | Сегунда дивисион     | 35         | 9          | 1       | 0      | —       | —      | 36      | 9      |
| Реал Валядолид  | 2009 – 10            | Ла лига              | 34         | 8          | 2       | 1      | —       | —      | 36      | 9      |
| Атлетико Мадрид | 2010 – 11            | Ла лига              | 28         | 6          | 5       | 1      | 6       | 1      | 39      | 8      |
| Райо Валекано   | 2011 – 12            | Ла лига              | 16         | 10         | 0       | 0      | —       | —      | 16      | 10     |
| Атлетико Мадрид | 2012 – 13            | Ла лига              | 31         | 10         | 8       | 8      | 5       | 2      | 44      | 20     |
| Атлетико Мадрид | 2013 – 14            | Ла лига              | 35         | 27         | 8       | 1      | 9       | 8      | 52      | 36     |
| Атлетико Мадрид | Атлетико Мадрид общо | Атлетико Мадрид общо | 94         | 43         | 21      | 10     | 20      | 11     | 135     | 64     |
| Челси           | 2014 – 15            | Премиър лийг         | 3          | 4          | 0       | 0      | 0       | 0      | 0       | 0      |
| Общо кариера    | Общо кариера         | Общо кариера         | 232        | 84         | 27      | 11     | 22      | 12     | 278     | 103    |

### Национална
| Бразилия | Бразилия | Бразилия |
| Година   | Участия  | Голове   |
| -------- | -------- | -------- |
| 2013     | 2        | 0        |
| Total    | 2        | 0        |

| Испания | Испания | Испания |
| Година  | Участия | Голове  |
| ------- | ------- | ------- |
| 2014    | 4       | 0       |
| Общо    | 4       | 0       |